# Europa Universalis (gioco)
Europa Universalis è un gioco da tavola di strategia del 1993 da cui è stato fatto il videogioco Europa Universalis che ha dato inizio ad una serie di tipo strategico in tempo reale.

## Sistema di gioco
Il titolo presenta scenari (per il gioco in singolo) e due mappe (per il gioco il gruppo per sei).
Nella scatola di gioco vi è un grande manuale di centinaia di pagine e migliaia di pedine.